# Neostapfiella humbertiana
Neostapfiella humbertiana är en gräsart som beskrevs av Aimée Antoinette Camus. Neostapfiella humbertiana ingår i släktet Neostapfiella och familjen gräs. Inga underarter finns listade i Catalogue of Life.